# Rychlostní silnice R5 (Slovensko)
Rychlostní silnice R5 je plánovaná rychlostní silnice na Slovensku, která spojí dálniční křižovatku Svrčinovec na dálnici D3 s hraničním přechodem Svrčinovec do Česka, kde bude pokračovat jako silnice I/68. Celková délka rychlostní silnice R5 bude necelé 2 kilometry a po její trase bude vedena evropská silnice E75.
V technických studiích byla řešena řada variant, včetně nulové (zamítnutí výstavby) nebo rozšíření stávající silnice I/11 do parametrů rychlostní silnice v polovičním profilu. Nulová varianta a varianta rozšíření silnice byly zamítnuty a do užšího výběru se dostaly dvě podobné varianty. V červené variantě se uvažuje o úrovňovém napojení zastavěné části obce Svrčinovec na R5. Zelená varianta s úrovňovými kříženími nepočítá.
V červnu 2010 bylo ministerstvem životního prostředí vydáno stanovisko, kterým ministerstvo z hlediska environmentalistiky doporučuje výstavbu červené varianty v šířkovém uspořádání 11,5 metru (poloviční profil) v první etapě. Po naplnění kapacit křižovatek navrhuje ve druhé etapě přebudovat červenou variantu na zelenou, tedy přestavět úrovňové křížení na mimoúrovňové. Po roce 2040, respektive po naplnění kapacity polovičního profilu rychlostní silnice, ministerstvo doporučuje dostavbu druhého jízdního pásu do šířkového uspořádání 22,5 metru.
Národná diaľničná spoločnosť (NDS) aktuálně počítá s výstavbou této rychlostní silnice, ale až po roce 2030. Není vyloučeno ani celkové přehodnocení potřeby výstavby této rychlostní silnice a její následné vyřazení z plánů výstavby. Příčinou je formální neexistence pokračující rychlostní silnice na území Česka a dopravně velkorysé řešení rychlostní silnice R5, jeho stavební náročnost a vysoké náklady (přes 1 360 500 000 Kč za sotva 1,7 km). V Česku ale probíhá přestavba silnice I/68 do parametrů rychlostní silnice, zčásti v plném profilu a zčásti v polovičním profilu. Po dokončení, které je plánováno v roce 2022 lze v této souvislosti očekávat zhoršení dopravní situace ve Svrčinovci. V říjnu 2018 stáhla NDS žádost o územní rozhodnutí na rychlostní silnici R5. Následovat má nové posouzení variant přeložky v parametrech silnice první třídy a nebo zkapacitnění existující silnice se zmírněním jejich dopadů na část obce, kterou prochází.

## Přehled úseků
| Název úseku                                         | Délka úseků v km | Zahájení výstavby | Ukončení výstavby | Výjezdy                         |
| --------------------------------------------------- | ---------------- | ----------------- | ----------------- | ------------------------------- |
| Svrčinovec, křižovatka R5×D3 – státní hranice ČR/SR | 1,7              | po roce 2030      | po roce 2030      | Svrčinovec Svrčinovec – hranice |

## Úsek Svrčinovec – státní hranice
23. června 2010 vydalo MŽP SR závěrečné stanovisko.
V září 2013 sdružení „Alfa 04 & Amberg“ ve složení Alfa 04 a Amberg Engineering Slovakia zpracovalo dokumentaci pro stavební povolení v podrobnosti dokumentace pro územní rozhodnutí.
Součástí stavby je MÚK Svrčinovec-hranice, 2 mosty na trase, nadjezd, most na větvi křižovatky, ekodukt, přeložka silnice I/11, 2 přístupové a 2 obslužné komunikace, lesní cesta, chodník, 2 opěrné a 9 zárubních zdí a 4 protihlukové stěny. Minimální směrový oblouk je R=375 m a maximální podélný sklon je 5,0 %.
Stavba začíná na MÚK Svrčinovec s dálnicí D3 a silnicí I/11, kde navazuje na větev Čadca – Svrčinovec před jejím provizorním napojením. V dalším úseku bude postavena stavba v plném profilu (čtyřpruhu) kategorie R 24,5/70. Za odpojením přímé větve Čadca – I/11 je navržen most přes silnici I/11, Šlaharovým potokem a větví B. Je zde navržena vratná větev PL – ČR. Trasa pokračuje podél železniční trati Bohumín – Čadca. Za nadchodem pro zvěř končí větev 1 MÚK Svrčinovec délky 730 m a pokračuje rychlostní silnice R5 v polovičním profilu, tj. R 11,5/70. Bude postaven pravý jízdní pás. Je zde navrženo přímé odpojení větve ČR – Čadca. Trasa dále pokračuje mezi železniční tratí a jihozápadním okrajem Svrčinovce. Před státní hranicí je navržena MÚK Svrčinovec-hranice se silnicí I/11, která umožňuje sjezd a nájezd ve směru do Česka. Stavba končí na státní hranici, kde navazuje na silnici I/68. Náklady na stavbu jsou předpokládány 922 milionů korun.